# Konuktepe, Gümüşhacıköy
Konuktepe là một xã thuộc huyện Gümüşhacıköy, tỉnh Amasya, Thổ Nhĩ Kỳ. Dân số thời điểm năm 2010 là 101 người.